# Tư duy đột phá
Tư duy phân tích và tư duy phê phán đã có khoảng 500 năm trước công nguyên. Hai loại tư duy này chủ yếu là dựa vào thực tiễn quá khứ và dữ liệu hiện tại để phân tích thực trạng, tìm ra vấn đề và đưa ra cách giải quyết vấn đề - thường được gọi là tư duy Descartes. Một nguyên tắc của tư duy phân tích phê phán là càng nhiều dữ liệu càng tốt. Tuy nhiên, khi thông tin được chia sẻ trên phạm vi toàn cầu và tăng trưởng quá nhanh chóng với lưu lượng có thể lên đến 2.3 zettabyte mỗi năm vào năm 2020 thì việc tìm ra thông tin đúng sẽ là một cản trở lớn. Theo quan điểm của Tư duy đột phá, nếu dựa trên số liệu hiện tại, con người chỉ có thể vạch ra đúng các cách xử lý tình huống trong tương lai gần. Nói cách khác, tương lai không nằm trên con đường đi của quá khứ. Do vậy, cần một phương thức suy nghĩ mới - dùng tương lai để "kéo về" hiện tại hơn là dùng dữ liệu quá khứ để "kéo dài" ra suy đoán tương lai.
Lý thuyết về Tư duy đột phá được Giáo sư Tiến sĩ Khoa học Shozo Hibino Đại học Chukyo, Nhật Bản và Giáo sư Tiến sĩ Gerald Nadler, Đại học Nam California, Hoa Kỳ cùng tổng hợp biên soạn trong cuốn sách Tư duy đột phá đúc kết kinh nghiệm thực tiễn từ hơn 30 năm nghiên cứu về cách thức xử lý vấn đề. Trong đó, Tư duy đột phá được định nghĩa là mô thức hoạch định tương lai và giải quyết vấn đề bằng cách tái định hướng tư duy theo mục đích, sự duy nhất và tính hệ thống của vấn đề.
Hiện có 10 Trung tâm Tư duy đột phá được thành lập tại Hoa Kỳ, Nhật Bản, Hàn Quốc, Canada, Israel, Iran, Thái Lan, Sri-Lanka, Vương quốc Bỉ, Việt Nam

## Nguyên tắc cơ bản
Tư duy đột phá dựa trên 7 nguyên tắc cơ bản:
1. Tính duy nhất: mỗi vấn đề là duy nhất và yêu cầu giải pháp duy nhất, tuyệt đối không bắt chước.
2. Mục đích tối thượng: tập trung vào mục đích và triển khai mục đích bằng câu hỏi "Mục đích của mục đích, của mục đích... là gì") để tìm ra mục đích sau cùng, mở rộng các chiều (không gian, thời gian) để giải quyết vấn đề.
3. Giải pháp sau giải pháp tiếp theo: định ra giải pháp tương lai để chỉ hướng cho giải pháp hiện tại, đặt nó trong tổng thể của giải pháp lớn hơn.
4. Tính hệ hệ thống: xét giải pháp trong tổng thể.
5. Thu thập thông tin tối thiểu: có nhiều thông tin sẽ tạo nên kiến thức chuyên gia, nhưng quá nhiều thông tin chính là một cách hạn chế khả năng giải quyết vấn đề.
6. Lôi cuốn tham gia của số đông: tạo sự phấn khởi, kích thích và kêu gọi mọi người cùng tham gia vào kế hoạch.
7. Thay đổi và cải cách liên tục: trong lúc đang hoàn thiện giải pháp mới, tiếp tục định ra giải pháp tiếp theo để tính đổi mới được liên tục.
Đến năm 2013, các tác giả đề xuất cấu trúc lại Tư duy đột phá theo hướng có cấu trúc hơn là đặt 7 nguyên tắc ngang hàng nhằm mục đích để tiếp nhận thực hành dễ dàng hơn. Bao gồm:
- 03 Nguyên lý nền tảng: Tính duy nhất, Tính hệ thống, Thông tin giới hạn
- 04 giai đoạn tạo giải pháp đột phá: Thiết kế con người, Triển khai mục đích, Thiết kế giải pháp tương lai, Thiết kế giải pháp hiện thực
- 03 quy trình trong mỗi giai đoạn: Liệt kê, Tổ chức, Quyết định

## Lợi ích
- Nhận diện đúng vấn đề và xác định phương cách thực hiện
- Tập trung vào các giải pháp trong tương lai, không phải vấn đề hiện tại.
- Tháo dỡ những rào cản để tiếp cận những giải pháp đơn giản
- Yêu cầu thu thập dữ liệu ít nhất, vì thế chữa trị được căn bệnh phân tích và mổ xẻ
- Đưa ra những giải đáp mang lại lợi ích lớn hơn về chất lượng, lợi nhuận kinh tế và quỹ thời gian.
- Đòi hỏi ít thời gian và chi phí hơn để tạo ra những lợi ích đó
- Thúc đẩy tư duy sáng tạo và những thay đổi chính yếu
- Cung cấp những giải pháp dài hạn
- Tập trung thực hiện hiệu quả các giải pháp
- Xây dựng những nhóm làm việc tự nhiên, lâu dài, và các mối quan hệ cá nhân
- Sử dụng cái nhìn toàn diện chính xác trong việc giải quyết và phòng ngừa các vấn đề phát sinh.

## Tư duy đột phá tại Việt Nam
Tư duy đột phá được du nhập vào Việt Nam qua seminar đầu tiên năm 2002 của chính tác giả Shozo Hibino với sự tham gia của các thành viên của Câu lạc bộ tu nghiệp sinh Nhật Bản HIDA/AOTS.
Năm 2005, nhân dịp đến thăm Việt Nam, GS Hibino có buổi thuyết trình thứ hai tổ chức tại KS Tân Sơn Nhất. Đây là tiền đề để đến năm 2007, 23 tu nghiệp sinh Việt Nam được gởi đến Nhật Bản tham gia khóa đào tạo Tư duy đột phá và tham quan điển hình các công ty ứng dụng mạnh và thành công Tư duy đột phá tại Nhật Bản. Kế đến, Câu lạc bộ Doanh nghiệp dẫn đầu LBC tổ chức hội thảo với hơn 300 doanh nghiệp tham dự. Sau sự kiện này, báo chí trong nước đã có nhiều bài viết phổ biến các khái niệm trong Tư duy đột phá.
Năm 2009, FirstNews đã dịch cuốn sách Tư duy đột phá và phát hành tại Việt Nam với sự hiệu đính của ông Phạm Xuân Mai, người được Giáo sư Hibino dẫn dắt từ những ngày đầu du nhập Tư duy đột phá vào Việt Nam. Vào tháng 9/2009, đã có seminar về Tư duy đột phá tổ chức tại Thành phố Hồ Chí Minh.
Năm 2010, Đại hội thế giới lần thứ hai về tư duy  được tổ chức tại Nhật Bản với trọng tâm là Tư duy đột phá. Các trung tâm Tư duy đột phá Hoa Kỳ, Nhật Bản, Israel, Hàn Quốc, Thái Lan, và Việt Nam là những thành viên đồng tổ chức Đại hội này.
Năm 2013, AOTS cùng Viện Phát triển Quản trị và Công nghệ mới và Thời báo Kinh tế Sài Gòn với chủ đề "Tư duy đột phá trong kỷ nguyên biến động".